# Jurjevec
Jurjevec (rusky Юрьевец) je město v Ivanovské oblasti v Ruské federaci. Při sčítání lidu v roce 2010 zde žilo přes deset tisíc obyvatel.

## Poloha
Jurjevec leží na pravém, západním břehu Gorkovské přehradní nádrže na Volze, naproti historickým ústím Ňomdy a Unži, která jsou pod hladinou vodní nádrže a Jurjevec tak leží naproti Ňomdskému a Unžskému zálivu přehrady. Od Ivanova, správního střediska oblasti, je vzdálen přibližně 160 kilometrů na severovýchod, a od Kiněšmy, nejbližší železniční stanice, přibližně 60 kilometrů na východ.

## Dějiny
Jurjevec založil v roce 1225 vladimirsko-suzdalský kníže Jurij Vsevolodovič a bylo pojmenováno po svatém Jiřím Jurjev-Povolskij (Юрьев-Повольский) – přívlastek Povolskij odlišoval jméno od Jurjeva-Polského a Jurjeva-Livonského.
V roce 1237 město dobyly a zničily jednotky chána Bátúa, pozdějšího zakladatele Zlaté hordy.
Od roku 1405 byl Jurjevec součástí Moskevského velkoknížectví.
Zhruba od roku 1565, kdy město zmiňuje Ivan IV. při zřizování opričniny, se ustaluje jméno Jurjevec.
V roce 1778 se stává Jurjevec městem.